# Dolny Płaj

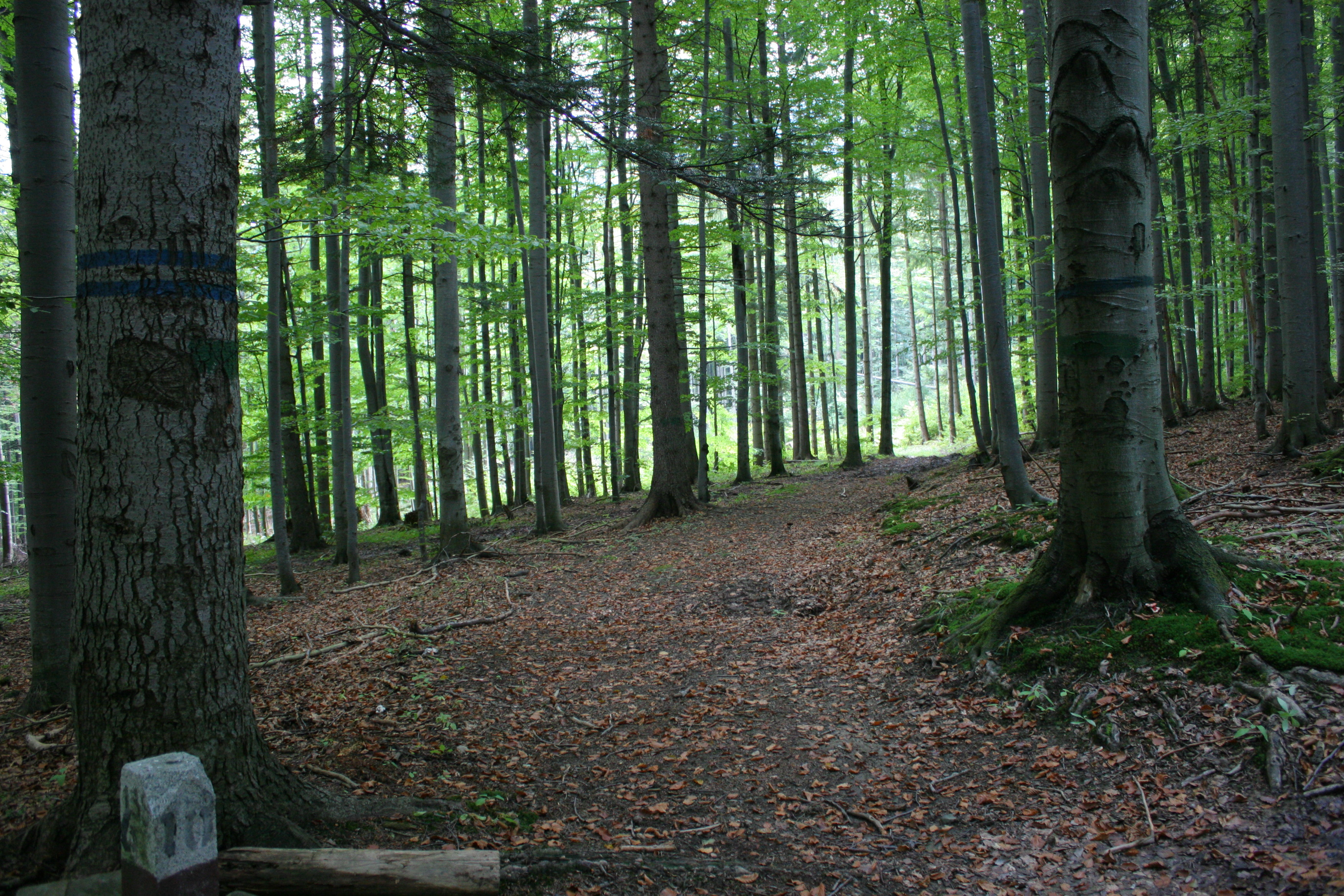
Dolny Płaj na wysokości Starego Gronia – widok ze szlaku czarnego na wschód.

Dolny Płaj – dawna konna droga myśliwska wybudowana pod koniec XIX wieku w wyniku inicjatywy administracji dóbr Habsburgów żywieckich na północnych stokach Babiej Góry w Paśmie Babiogórskim w Beskidzie Żywiecko-Orawskim (w regionalizacji według Jerzego Kondrackiego w Beskidzie Żywieckim, w słowackiej Oravské Beskydy).
Podobnie jak kilka innych babiogórskich płajów powstał on po 1878 r., kiedy tutejsze lasy weszły w skład dóbr żywieckich Habsburgów. Został wytyczony i zbudowany dla konnych objazdów rewirów leśnych przez leśniczych, a także dla celów myśliwskich. Stąd też stara nazwa płaju – Rajsztak, pochodząca od niemieckiego Reitsteg – ścieżka do jazdy konnej (niem. reiten – jeździć konno, Steg – ścieżka, dróżka).

## Opis drogi
Droga wyposażona została w takie elementy inżynierskie, jak kamienne mostki, przepusty i mury oporowe. Rozpoczyna się ona w Zawoi Czatoży, wznosi się do Grubej Jodły, skąd następnie oddziela się od Górnego Płaju i biegnie poniżej, równolegle do niego. Droga następnie trawersuje na wysokości 850 – 900 m n.p.m. i dołącza do Orawskiego Chodnika. Dolny Płaj przecinają dwa znakowane szlaki turystyczne: zielony szlak na wysokości Suchego Gronia i szlak czarny na grzbiecie Starego Gronia.
Droga wiedzie cały czas lasem, i jest miejscami podmokła, w latach sześćdziesiątych została wyremontowana. Dolny Płaj był niegdyś drogą graniczną Babiogórskiego Parku Narodowego, dostępną dla turystów. Obecnie, po poszerzeniu granic parku, przemieszczanie się nią jest zabronione. Droga nie jest też remontowana ani w żaden sposób utrzymywana przez administrację Parku Narodowego.
Znajduje się w Babiogórskim Parku Narodowym, w granicach wsi Zawoja, w województwie małopolskim, w powiecie suskim, w gminie Zawoja.